# هاري سميث (لاعب كرة قدم مواليد 1995)
هاري سميث (بالإنجليزية: Harry Smith)‏ هو لاعب كرة قدم بريطاني في مركز الهجوم، ولد في 18 مايو 1995 في اتشثام ‏ في المملكة المتحدة. لعب مع ماكليسفيلد تاون ونادي تشيلسي.